# كيني كانينغهام (1985)
كيني كانينغهام (بالإسبانية: Kenny Cunningham)‏ (مواليد 7 يونيو 1985) هو لاعب كرة قدم. يلعب مع منتخب كوستاريكا لكرة القدم منذ عام 2011.

## وصلات خارجية
- كيني كونينغهام على موقع الاتحاد الدولي (مؤرشف)  (الإنجليزية)
- كيني كونينغهام على موقع رابطة كرة القدم اليابانية للمحترفين (اليابانية)
- كيني كونينغهام على موقع قاعدة بيانات كرة القدم.إي يو (الإنجليزية)
- كيني كونينغهام على موقع ناشيونال فوتبول تيمز (الإنجليزية)
- كيني كونينغهام على موقع Soccerway.com (الإنجليزية)
- كيني كونينغهام على موقع عالم كرة القدم.نت (الإنجليزية)
- National Football Teams